# Manovra di Marcante-Odaglia
La manovra di Marcante-Odaglia, dal nome di Duilio Marcante e Giorgio Odaglia, è una manovra di compensazione forzata dell'orecchio medio utilizzata principalmente in subacquea. È conosciuta a livello internazionale col nome di manovra Frenzel, dal nome di Hermann Walter Gotthold Frenzel, medico e ufficiale della Luftwaffe che sviluppò la manovra durante la seconda guerra mondiale operando con i bombardieri Junkers Ju 87 Stuka.
Questa manovra venne messa a punto dal padre della subacquea italiana, Duilio Marcante, assieme al pioniere della medicina subacquea italiana Giorgio Odaglia.
Sfrutta sia il movimento che la pressione: la lingua chiude il collegamento con i polmoni, iniziando un movimento simile alla deglutizione e in seguito fungendo da pompa, verso l'alto, per esercitare la spinta pressoria verso l'orecchio medio. Anche questa manovra, come il Valsalva, si effettua con le narici chiuse.
Questa manovra, una volta imparata con un po' di pratica, è la più sicura ed efficace.

Il manuale d'immersione di una delle federazioni di subacquea (FIPS)cita testualmente: